# Брызгина, Анастасия Викторовна
Анастасия Викторовна Брызгина (укр. Анастасія Вікторівна Бризгіна; род. 9 января 1998, Луганск, Украина) — украинская легкоатлетка, специализирующаяся в спринтерском беге. Двукратная Чемпионка Европы среди юниоров в беге на 400 м и эстафете 4×400 м Бронзовый призёр чемпионата Европы в помещении 2017 года в эстафете 4×400 метров. Дочь олимпийских чемпионов по лёгкой атлетике Виктора и Ольги Брызгиных. Мастер спорта международного класса.
Анастасия с 2014 по 2017 год была студенткой специальности физическое воспитание Экономико-правового колледжа ЗНУ.

## Биография
Как и старшая сестра Елизавета, призёр Олимпийских игр в эстафете 4×100 метров, Анастасия пошла по стопам родителей и стала выступать в спринте. Закончила Республиканское училище олимпийского резерва, после чего поступила в Запорожский национальный университет. Тренируется под руководством Константина Рурака.
Впервые заявила о себе в 2015 году, когда на юношеском чемпионате мира в Кали заняла шестое место на дистанции 200 метров с личным рекордом 23,84.
В 18 лет дебютировала за взрослую сборную страны в эстафете 4×400 метров на чемпионате мира в помещении, где украинки финишировали пятыми.
В 2017 году заняла четвёртое место на национальном первенстве в беге на 400 метров и отобралась на чемпионат Европы в помещении. В эстафете бежала третий этап, внеся свой вклад в итоговое третье место сборной Украины.

## Основные результаты
| Год  | Турнир                       | Место проведения | Дисциплина       | Место | Результат |
| ---- | ---------------------------- | ---------------- | ---------------- | ----- | --------- |
| 2015 | Чемпионат мира среди юношей  | Кали, Колумбия   | 200 м            | 6-е   | 23,84     |
| 2016 | Чемпионат мира в помещении   | Портленд, США    | эстафета 4×400 м | 5-е   | 3.40,42   |
| 2016 | Чемпионат мира среди юниоров | Быдгощ, Польша   | эстафета 4×400 м | 5-е   | 3.33,95   |
| 2017 | Чемпионат Европы в помещении | Белград, Сербия  | эстафета 4×400 м | 3-е   | 3.32,10   |